# فرودگاه گوئه‌ردا
فرودگاه گوئه‌ردا (به انگلیسی: Guéréda Airport) یک فرودگاه همگانی است . این فرودگاه در کشور چاد قرار دارد .